# Erdgas in Israel

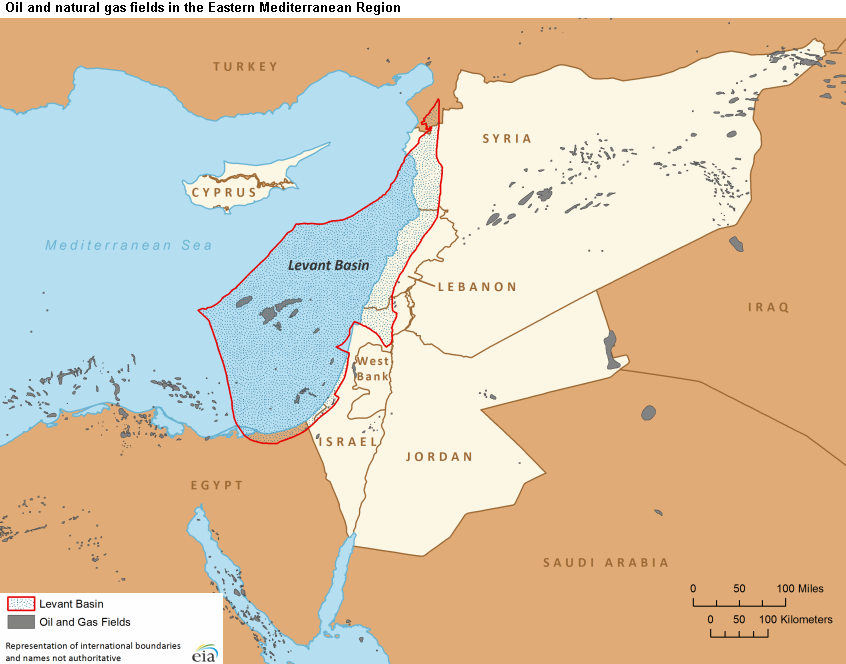
Israelische Gasfelder

Lange Zeit war Israel beim Erdgas von Importen abhängig. Erst mit der Offshoreförderung im Mittelmeer wurde es von diesen Importen unabhängig und begann 2017 mit dem Export. Israels nachgewiesene Gasreserven betrugen 2020 ungefähr 600 Mrd. m³, das sind 0,3 % der weltweiten Reserven.

## Geschichte
Israel war lange Zeit bei fossilen Energieträgern (Rohöl, Erdgas, Kohle) von Importen abhängig. Nach dem Sechstagekrieg mit seinen arabischen Nachbarn 1967 kam Israel in den Besitz eines kleinen Gasfeldes vor der Küste des Gazastreifens im Mittelmeer.
In den späten 1990er Jahren beschloss die Regierung die Nutzung von Erdgas zu fördern aus Umwelt-, Kosten- und Ressourcendiversifizierungsgründen. Zu der Zeit gab es jedoch kaum inländischen Erdgasquellen. Das Erdgas sollte aus dem Ausland importiert werden vor allem durch die Arish-Aschkelon-Pipeline aus Ägypten. Es wurden Pläne für gasbetriebene Kraftwerke, ein nationales Gasverteilungsnetz und ein Importterminal erstellt.
Bald darauf wurden größere Gasfelder innerhalb des israelischen Territoriums im Mittelmeer gefunden. Dies hat die Nutzung von Erdgas in der israelischen Wirtschaft erhöht, vor allem in der Stromerzeugung und Elektronikindustrie.
Ende 2003 wurde mit Mari-B das erste israelische Offshore-Gasfeld in Betrieb genommen. Gefördert wird, wie auch beim 2012 in Betrieb genommenen Gasfeld Noa über die Plattform Yam Tethys.
Im Februar 2008 wurde die Arish-Aschkelon-Pipeline in Betrieb genommen. Durch diese Pipeline sollten jährlich 1,7 Milliarden m³ Erdgas von Ägypten nach Israel exportiert werden. 2010 lieferte die Pipeline ungefähr die Hälfte des in Israel verbrauchten Erdgases, die andere Hälfte stammte aus heimischer Förderung. Die Kapazität der Pipeline beträgt 9 Milliarden Kubikmeter jährlich. Nach mehreren Anschlägen auf die Pipelines auf der Sinai-Halbinsel stoppte Ägypten 2012 die Gaslieferungen nach Israel. Als Ersatz wurde innerhalb kurzer Zeit von Excelerate Energy, Texas, USA das erste schwimmende LNG-Terminal Hadera für Israel im Tiefwasser errichtet, womit Israel bis zu 2,5 Mrd. m³ LNG pro Jahr importierte.
In israelischen Gewässern des Mittelmeeres waren bis 2009 vier Lagerstätten entdeckt worden. Insgesamt werden im Levantebecken des Mittelmeeres, das sich mehrere Länder, darunter Zypern teilen 3,5 Billionen m³ Gas vermutet.
Die Förderung vom Gasfeld Noa North begann am 21. Juni 2012. Das Erdgas wird aus 780 Meter Wassertiefe gefördert und über die Anlagen von Mari-B nach Aschkelon geleitet.
Vom Gasfeld „Tamar“ fördert Israel seit dem 30. März 2013 Erdgas, welches zur Weiterverarbeitung in die südisraelische Stadt Aschdod geleitet wird. Mit dieser Förderung konnte Israel die Importausfälle aus Ägypten ausgleichen und ist unabhängig von Erdgasimporten geworden.
Mit der Förderung aus dem Leviathan-Feld im Levantischen Meer plante Israel, zum Exporteur von Erdgas zu werden. In Zusammenarbeit mit Zypern soll Erdgas verflüssigt (LNG) via Schiff auch nach Europa exportiert werden. Die Realisierung einer geplanten Pipeline (Projektname „EastMed“, nach dem östlichen Mittelmeer) gilt dagegen nach dem Anfang 2022 angekündigten Rückzug der USA aus dem Projekt und der Refokussierung der israelischen Politik auf erneuerbare Energien als unwahrscheinlich.
Anfang 2016 begann mit einem Treffen die strategische Zusammenarbeit von Israel, Griechenland und Zypern. Ziel war die Förderung von Erdgasvorkommen, eine Verbindung der Elektrizitätsnetze der drei Staaten über Seekabel und eine militärische Kooperation im östlichen Mittelmeerraum. Anfang März 2016 wurde ein gemeinsames Manöver („Onisilos-Gideon 1-2016“) der israelischen Luftwaffe und zypriotischer Streitkräfte durchgeführt.
Im Januar 2017 begann Israel Erdgas nach Jordanien zu liefern. Aufgrund politischer Spannungen wurde der erste Liefervertrag über Gasexport aus Israel über das US-amerikanische Unternehmen NBL Eastern Mediterranean Marketing abgewickelt.
Am 20. Februar 2018 wurde bekannt, dass die ägyptische Firma Dolphinus in den nächsten zehn Jahren 64 Milliarden Kubikmeter Gas aus den Feldern Tamar und Leviathan für rund 12 Milliarden Euro beziehen will. Mit der Lieferung wurde am 15. Januar 2020 begonnen.
Am 14. Juni 2022 erklärte EU-Kommissionspräsidentin Ursula von der Leyen, dass die EU eine Energiepartnerschaft mit Israel und Ägypten anstrebt. Ziel war ein Liefervertrag noch vor dem Sommer 2022 über Erdgas aus Israel via Pipeline nach Ägypten, Verflüssigung dort und Verschiffung nach Europa. Das EastMed-Projekt soll mit EU-Hilfe weiterverfolgt werden, um Gas per Pipeline im Mittelmeer via Zypern nach Griechenland in die EU zu liefern.
Am 11. Oktober 2022 berichteten Medien, dass im Streit um die israelisch-libanesische Seegrenze eine Einigung erzielt wurde. Danach wurde vereinbart, dass das Karisch-Gasfeld unter vollständiger israelischer Kontrolle stehen soll, während das Qana-Gasfeld dem Libanon untersteht, wobei das französische Energie- und Erdölunternehmen TotalEnergies die Geschäfte durchführen und gleichzeitig Lizenzgebühren an Israel zahlen wird. Diese Einigung wurde als historisches Abkommen zwischen zwei rivalisierenden Nationen angesehen. Die libanesische Regierung forderte das französische Unternehmen auf, unverzüglich mit der Gasexploration im Qana-Gasfeld zu beginnen.

## Gasfelder
In Israel sind folgende Erdgasfelder bekannt. Gereiht nach Förderbeginn.
| Gasfeld   | Entdeckt      | Förderung seit    | Bis | Geschätzte Größe in Milliarden m³ | Lage                                                                     | Fördergesellschaften |
| --------- | ------------- | ----------------- | --- | --------------------------------- | ------------------------------------------------------------------------ | --- |
| Mari-B    | März 2000     | Ende März 2004    |     | 28                                | Mittelmeer, westlich von Aschkelon und östlich von Noa North             | Noble Energy (47,06 %), Delek Group (29,94 %), Avner Oil (23 %)                                                                      |
| Noa North | 1999          | 23. Juni 2012     |     | 2,3                               | Mittelmeer, westlich von Aschkelon und westlich von Mari-B               | Delek Group (52,9 %) und Noble Energy (47,1 %)                                                                                       |
| Tamar     | 2009          | 30. März 2013     |     | 282                               | Mittelmeer, 90 km westlich von Haifa                                     | Noble Energy (36 %), Isramco Negev (28,75 %), Delek Drilling (15,625 %), Avner Oil Exploration (15,625 %), Dor Gas Exploration (4 %) |
| Leviathan | 2010          | 31. Dezember 2019 |     | 621                               | Mittelmeer, 130 km westlich von Haifa, 47 km südwestlich vom Tamarfeld   | Delek Group und Noble Energy |
| Dalit     | 2009          | nicht in Betrieb  |     | 25                                |                                                                          | |
| Dolphin   | 2011          | nicht in Betrieb  |     | 2,5                               |                                                                          | |
| Tanin     | 2012          | nicht in Betrieb  |     | 35                                | Mittelmeer, 110 km westlich von Naharija, nordöstlich des Leviathanfelds | |
| Shimshon  | 2012          | nicht in Betrieb  |     |                                   | Mittelmeer, 91 km nordwestlich von Ashdod                                | Sramco 60 %, ATP 40 % |
| Karisch   | 16. März 2013 | nicht in Betrieb  |     | 50,3                              | Mittelmeer, 80 km westlich von Naharija, östlich vom Taninfeld           | |

## Statistiken

### Erdgasförderung
Geplante Fördermenge *
Quelle:

### Erdgasverbrauch
Aufbringung des Erdgasverbrauchs in Israel:
Quelle:
| 10,1                                                      | 11,1 | 11,7 | 13 | 14,3 | 15,3 | 16,8 |
| Menge in Milliarden Kubikmetern (BCM) pro Jahr. *Prognose |      |      |    |      |      |      |

## Kraftwerke
In Israel wandeln 5 Kraftwerke Erdgas in Strom um:
- Dalia, 2 km südöstlich von Kfar Menahem in der Joav Regionalverwaltung, mit einer Leistung von 870 Megawatt
- Dorad in Aschkelon, Israel, 840 MW
- Eschkol in der nördlichen Industriezone von Aschdod, 145 MW
- Mischor Rotem in Dimona, ein früheres Öl-Kraftwerk, in Betrieb mit Gas seit Sommer 2013, 440 MW
- Reading D nordwestlich von Tel Aviv, 2 Blocks je 214 MW, Gesamtleistung 428 MW